# Hoogvliet
Pour un article plus général, voir Rotterdam.
Hoogvliet est un arrondissement de la municipalité de Rotterdam, dans la province de Hollande-Méridionale aux Pays-Bas. Au 1er janvier 2017, sa population s'élevait à 34 502 habitants.

## Histoire

### Moyen-Âge
Hoogvliet est un ancien village et une commune de Hollande-Méridionale. Une importante crue, détruisant une digue située sur le domaine du Welhoek, près de Hoogvliet. Un polder est aménagé au cours du XIIIe siècle, sur l'actuel territoire de Hoogvliet. En 1295, une nouvelle digue, d'environ 3,90 m de haut, est alors édifiée. Les structures constituant cet ouvrage d'art sont mises en évidence dans les années 1960. La plus ancienne mention de Hoogvliet – dans les siècles passés, Oedenvliet, Oudenvliet ou Odenvliet, est attestée dans un document datant du 26 mai 1326 (selon les archives De Putten & Strijen numéro d'inventaire 144). Le toponyme de la localité néerlandaise serait très probablement issu du nom de Oda (ou Oede) van Putten, l'une des trois filles de Nicholas III van Putten et de son épouse, Aleida van Strijen, qui reçut le domaine ou le fief de Hoogvliet comme dot lors de son mariage en 1315, avec Willem IV van Horne. Au cours du XVe siècle, l'ouvrage d'art hydraulique construit en 1295 fait l'objet de travaux de remaniement.

### Époque moderne
Entre le XVIe et XVIIe siècles, la digue de Hoogvliet est à nouveau réaménagée.

### Époque contemporaine

#### XIXesiècle
Jusqu'en 1811, Hoogvielt est resté indépendant du ambachtsheerlijkheid. En date du 1er avril 1817, Hoogvliet dépend de la municipalité de Poortugaal. L'église est érigée en 1840. De 1818 à 1934, Hoogvielt est à nouveau une communauté indépendante. Dans les dernières décennies de son indépendance administrative, le bourgmestre chargé la gestion de Hoogvliet était également le chef d'administration du village de Pernis.

#### XXeetXXIesiècles: annexion et croissance urbaine
Le 1er mai 1934, en même temps que Pernis, Hoogvliet est annexé par la municipalité de Rotterdam, bien qu'une grande majorité de la population locale se montre alors fortement défavorable. à l'époque, la population de Pernis s'élevait à 2 539 habitants, tandis que Hoogvliet compte 682 habitants. À l'origine un village, le territoire de Hoogvliet, disposant alors d'un solide secteur du bâtiment et de la construction, permet un net accroissement de son offre immobilière, avec la construction de plusieurs lotissements durant les années 1950, essentiellement occupés par des personnes employées au port de Rotterdam. La presque totalité du village d'origine a disparu. Seuls subsistent quelques bâtiments d'origine, dans la zone entourant l'église du village. Le port a également été remanié. Un nouveau centre commercial, Binnenban a été construit sur le site de l'ancien village, dans les années 1960. Le cimetière a été remplacé par un parking. Le nombre de logements a augmenté par milliers, la maison individuelle était alors le type de résidence principale de la plupart des habitants employés dans l'industrie pétrochimique ou des fournisseurs de celle-ci. Au cours des années 1970, Hoogvliet connaît une forte immigration, notamment de populations originaires du Suriname et des Antilles néerlandaises. Durant les deux dernières décennies du XXe siècle, l'ancienne commune néerlandaise est marquée par un important taux de criminalité. Au cours des années 2000 et 2010, pour lutter contre ce phénomène social et faire de Hoogvliet « une cité prospère », les autorités municipales de Rotterdam investissent 90 millions € alloués à l'arrondissement.

## Quartiers
- Middengebied, le centre de Hoogvliet, est établi à proximité de la station de métro Hoogvliet et de l'ancien centre du village. Ce quartier dispose, outre le centre commercial Binnenban, d'une piscine et d'un complexe sportif.
- Boomgaardshoek est un quartier typique des années 1980 au sein duquel ont été aménagés une zone résidentielle et de nombreux espaces verts.
- Oudeland est un quartier résidentiel situé dans la partie nord-est de l'arrondissement et dont le territoire se développe autour du magasin Wilhelm Tellplaats.
- Niew Engeland, a été le premier quartier disposant d'un lotissement. La première phase de sa construction est réalisée dans les années 1930, suivie d'une seconde phase de travaux, entre 1951 et 1955[6]. À la fin des années 1980, ces maisons ne répondant plus aux exigences urbanistiques de l'époque, l'ancien quartier de Niew Engeland est en grande partie démoli et remplacé par des logements plus modernes.
- Tussenwater est le district le plus récent de Hoogvliet. Ce quartier est desservi par la station de métro Tussenwater.
- West point se développe le long de la Vieille Meuse. Deux espaces de loisirs liés au contexte naturel de la zone sont aménagés, le Ruigeplaatbos et l'Arboretum Hoogvliet.
- Zalmplaat est également desservi par une station de métro.
- Meeuwenplaat : quartier dont le nom d'origine est West point, a fait l'objet d'une modernisation importante, avec notamment la construction de la tour Oosterbaken, un bâtiment de 99 mètres de hauteur.
- Réunion est un district qui dispose d'une connexion directe avec l'échangeur autoroutier Knoopuntbenelux (Beneluxplein).

Panorama urbain de Hoogvliet
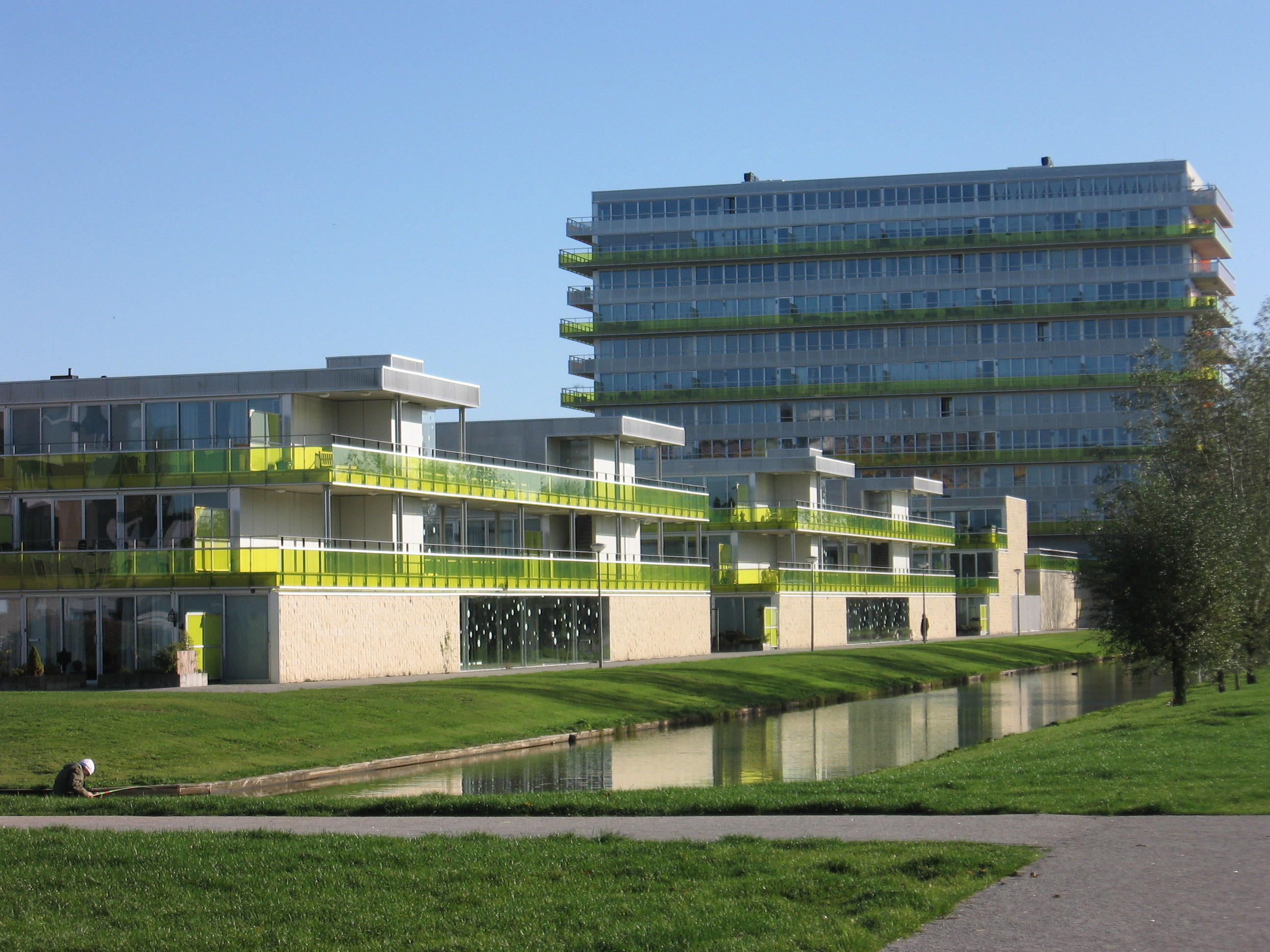
Immeubles résidentiels.
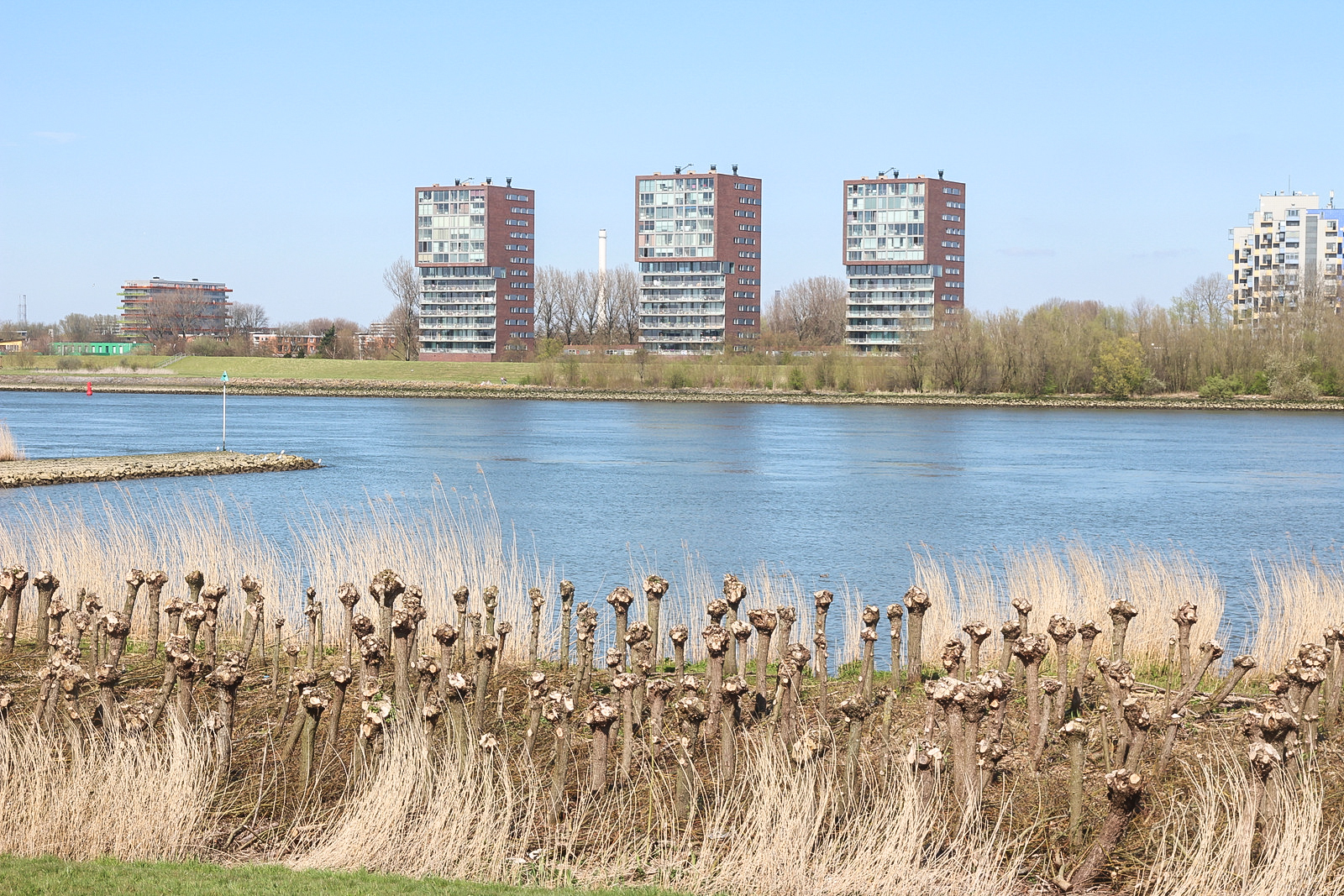
Bâtiments longeant la Nouvelle Meuse, sur Maasboulvard.
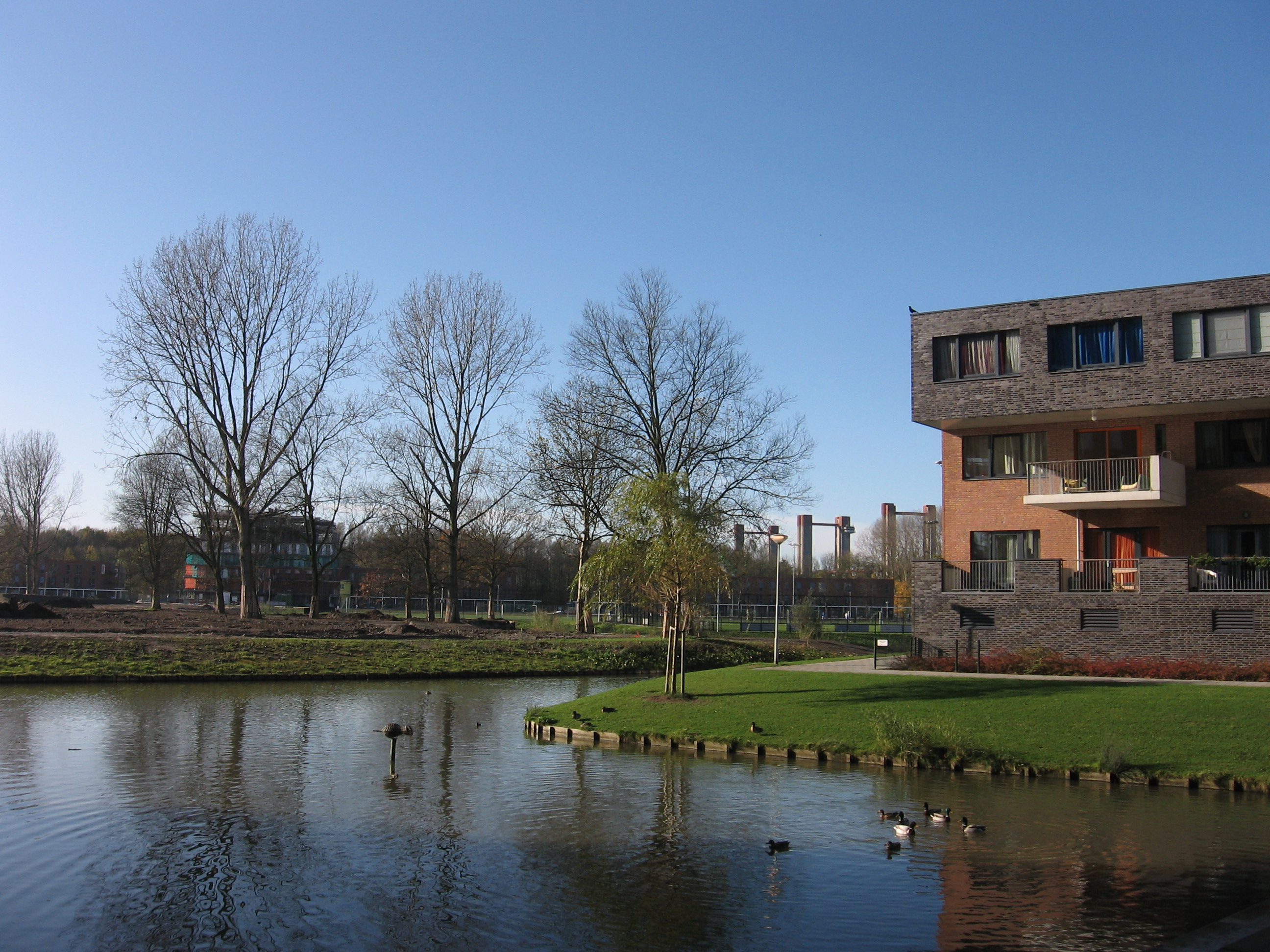
Lotissement de Hoogvliet.
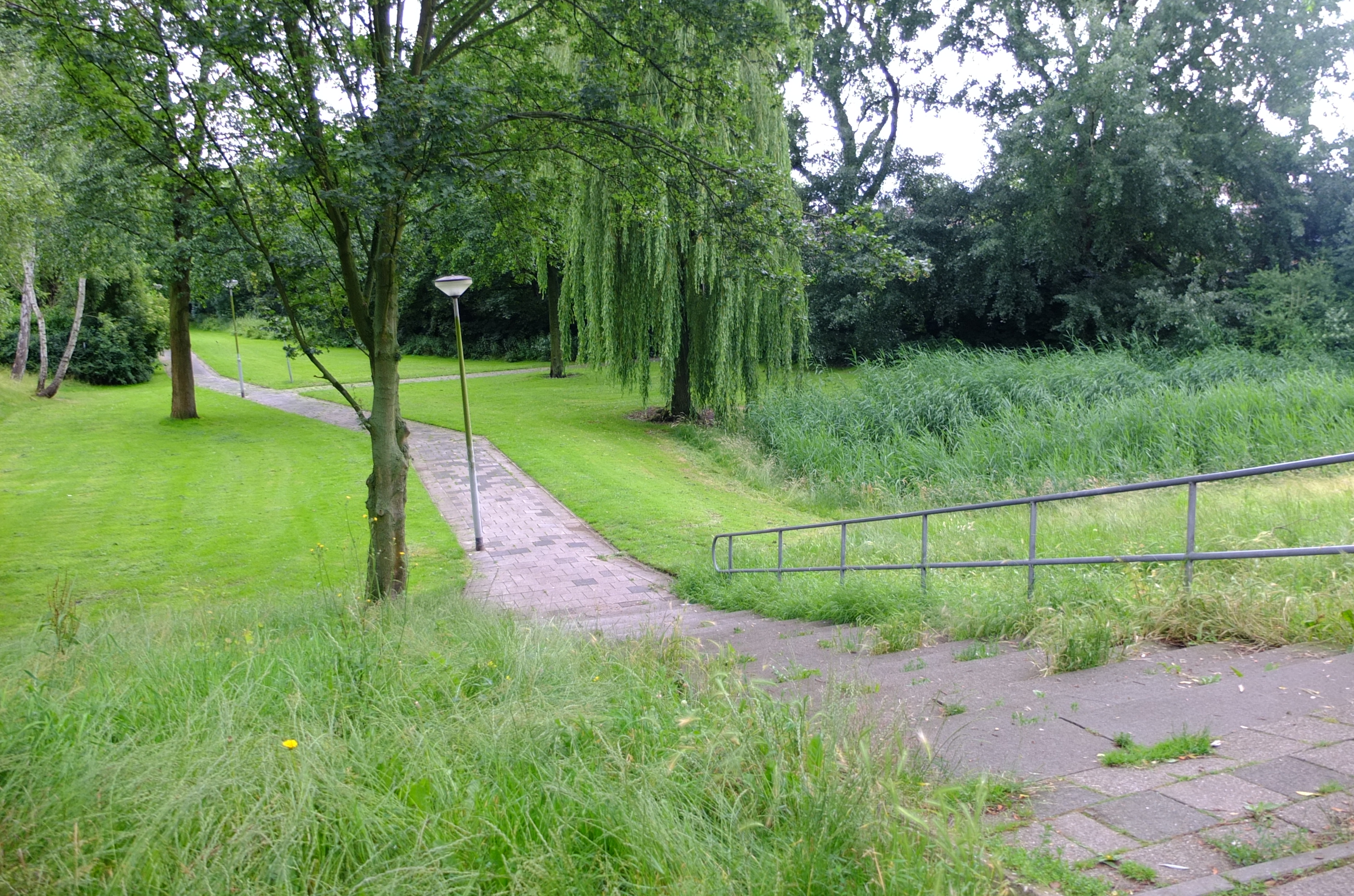
Parc du quartier de Zalmplaat.
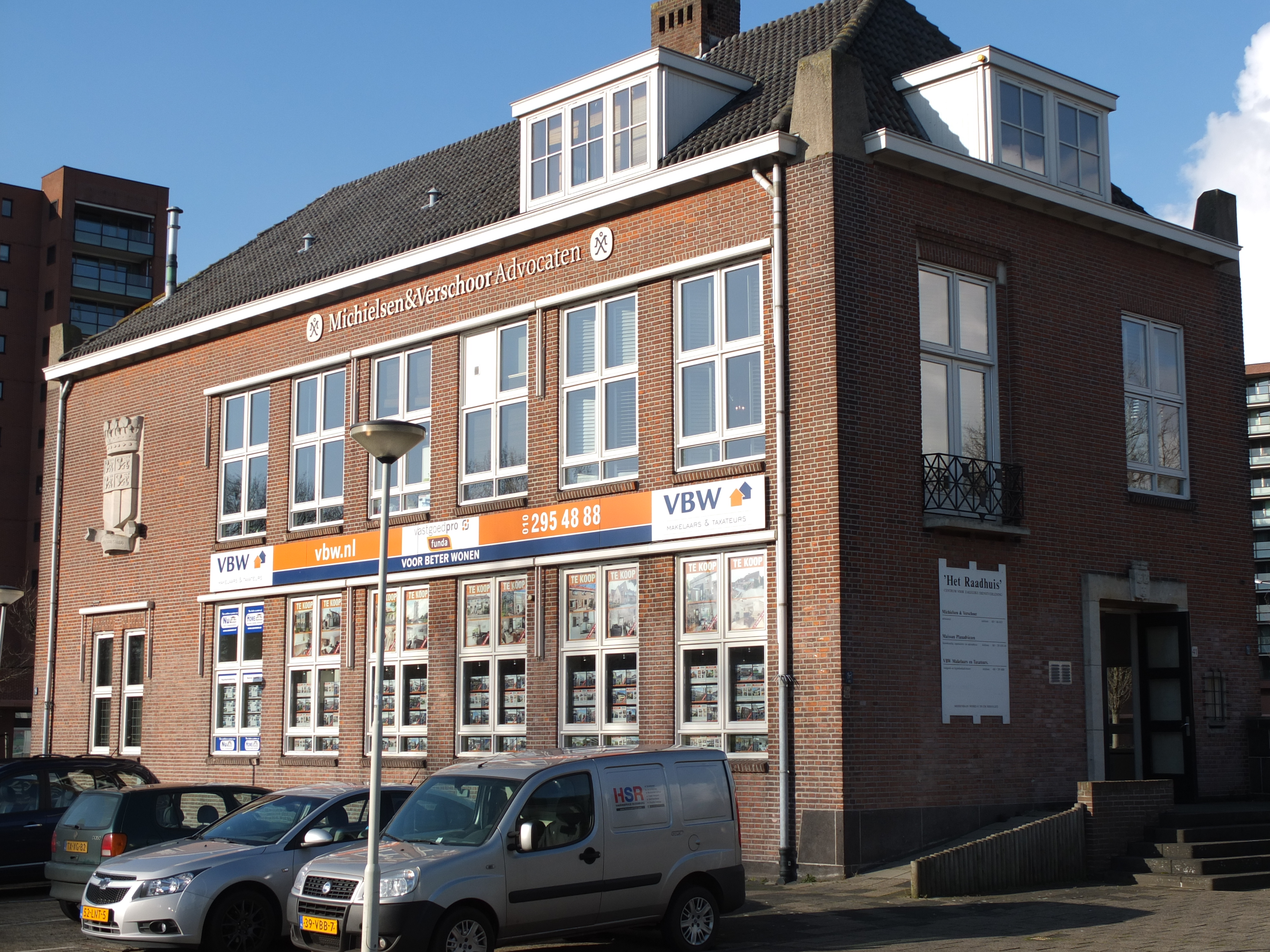
Le Raadhuis.
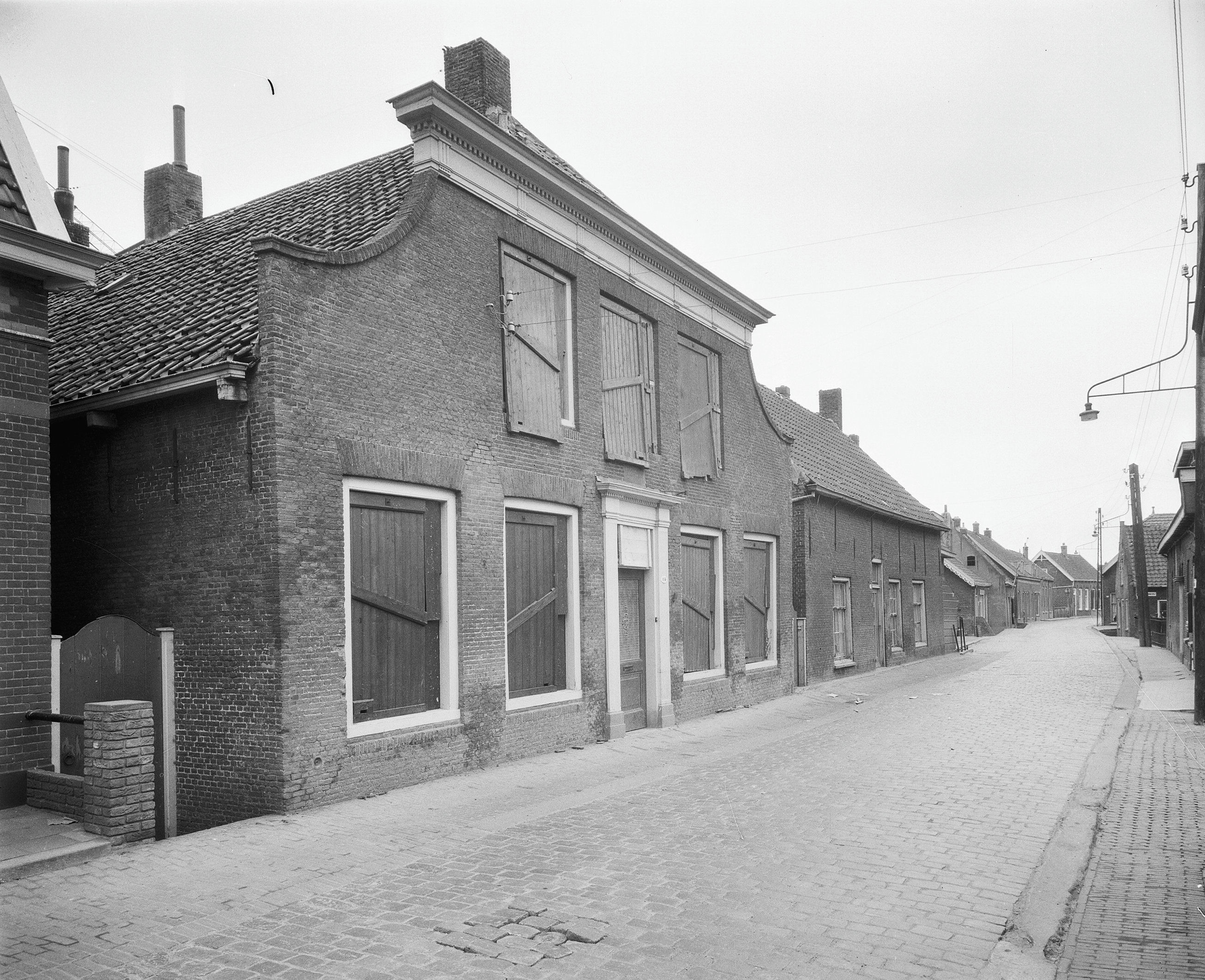
Ancienne maison désaffectée.

## Transports et voies de communication
Hoogvliet possède un réseau routier connecté aux autoroutes de l'A4, via le tunnel du Benelux) et de l'A15, via le pont de Botlek (Botlekbrug). Les deux ponts sur la Vieille Meuse, le Spijkenissebrug et la Botlekbrug, relient l'arrondissement à Spijkenisse et à Botlek par l'autoroute A15. En outre, la deuxième route la plus longue des pays-bas, la Croix Verte, traverse Hoogvliet.
Hoogvliet est également connecté au réseau de métro de Rotterdam. Les 3 stations de métro Hoogvliet sont desservies par les lignes C et D.
Un service de bus à Hoogvliet exploité par la RET existe également. Les lignes de bus qui desservent Hoogvliet sont la ligne 78, via Westpunt et Oudeland et la ligne 80 par Zalmplaat et Meeuwenplaat. Le bus nocturnes (BOB-bus), par les lignes B7 et B8 circulent pendant les nuits de vendredi à samedi et de samedi à dimanche.

## Politique et administration
En 2014, Hoogvliet, jusqu'alors quartier, est devenu un arrondissement. Cette même année, le conseil a été remplacé par une commission.

### Répartition des sièges du conseil d'arrondissement donnant respectivement le nombre de sièges par partis.
| Parti | Conseil d'arrondissement | Conseil d'arrondissement | Commission |
| Parti | 2006                     | 2010                     | 2014       |
| ----- | ------------------------ | ------------------------ | ---------- |
| LR    | -                        | 5                        | 4          |
| NH    | -                        | 2                        | 4          |
| PvdA  | 7                        | 4                        | 2          |
| BBH   | -                        | -                        | 2          |
| CDA   | 2                        | 2                        | 1          |
| VVD   | 1                        | 1                        | -          |
| IBP   | 9                        | 5                        | -          |
| Total | 19                       | 19                       | 13         |

## Économie

### Marché et centre commercial

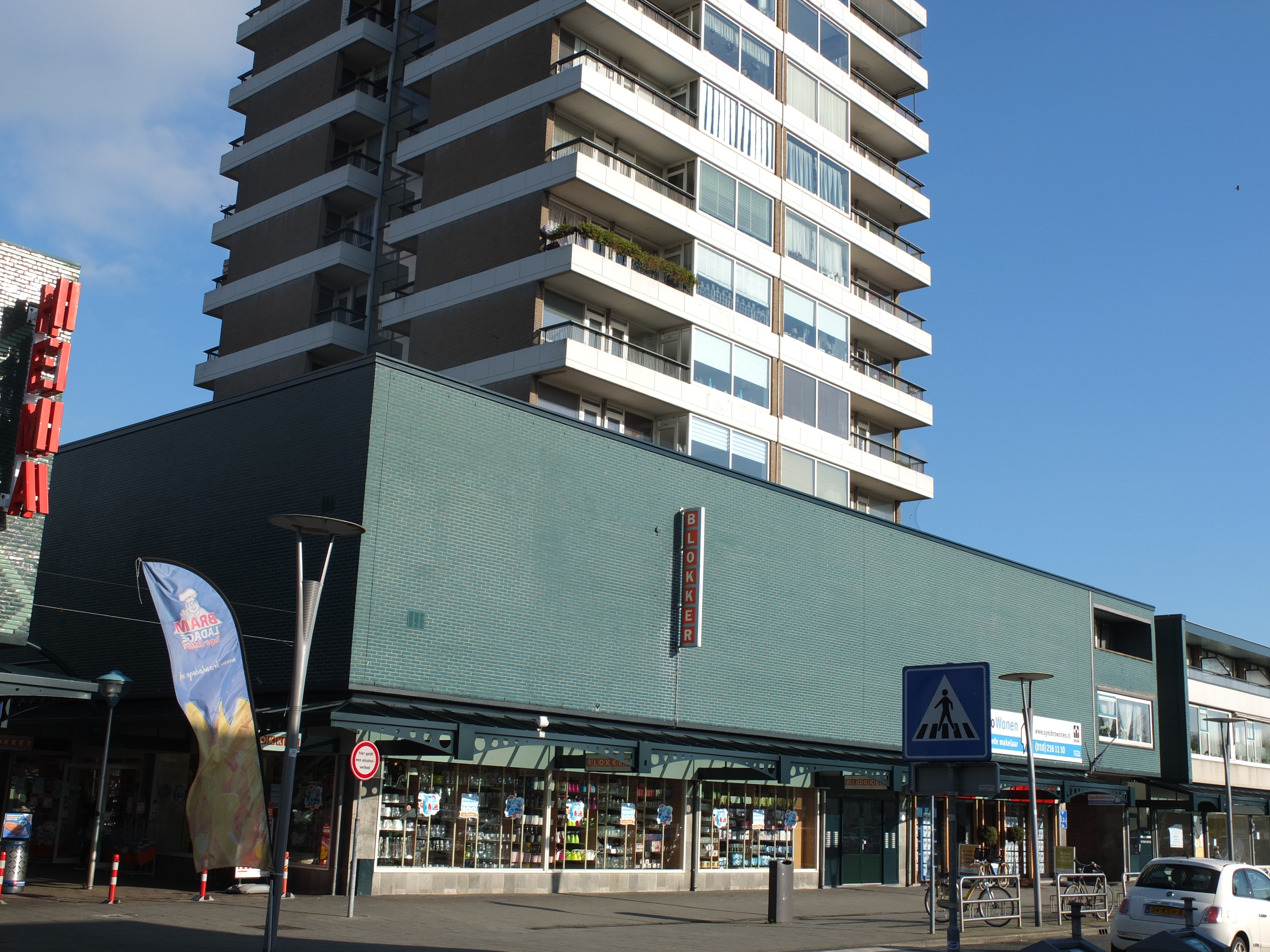
Le Binnen.

Localisé au sein du district central (le Middengebied), Hoogvliet dispose d'un centre commercial le Binnenban. Le marché hebdomadaire se déroule le jeudi, son emplacement se trouvant à l'aire de stationnement située du côté ouest du centre commercial. En outre, disséminés au cœur des zones résidentielles, quelques commerces permettent aux habitants de Hoogvliet d'effectuer leurs courses quotidiennes.

## Société

### Enseignement
En 2014, Hoogvliet compte trois établissements d'enseignement secondaire : le ROC Zadkine Rotterdam (associée à la Veiligheidsacademie), le Penta Collège Hoogvliet et Einstein Lyceum.

### Structures sportives
Hormis ses structures scolaires, le campus de Hoogvliet dispose d'un complexe destiné au sport, le Artstudio Hoogvliet et de plus d'une centaine de logements pour étudiants.

## Culture et patrimoine

### Lieux et monuments
- L'église protestante de Hoogvliet
- L'Arboretum Hoogvliet

Lieux et monuments de Hoogvliet
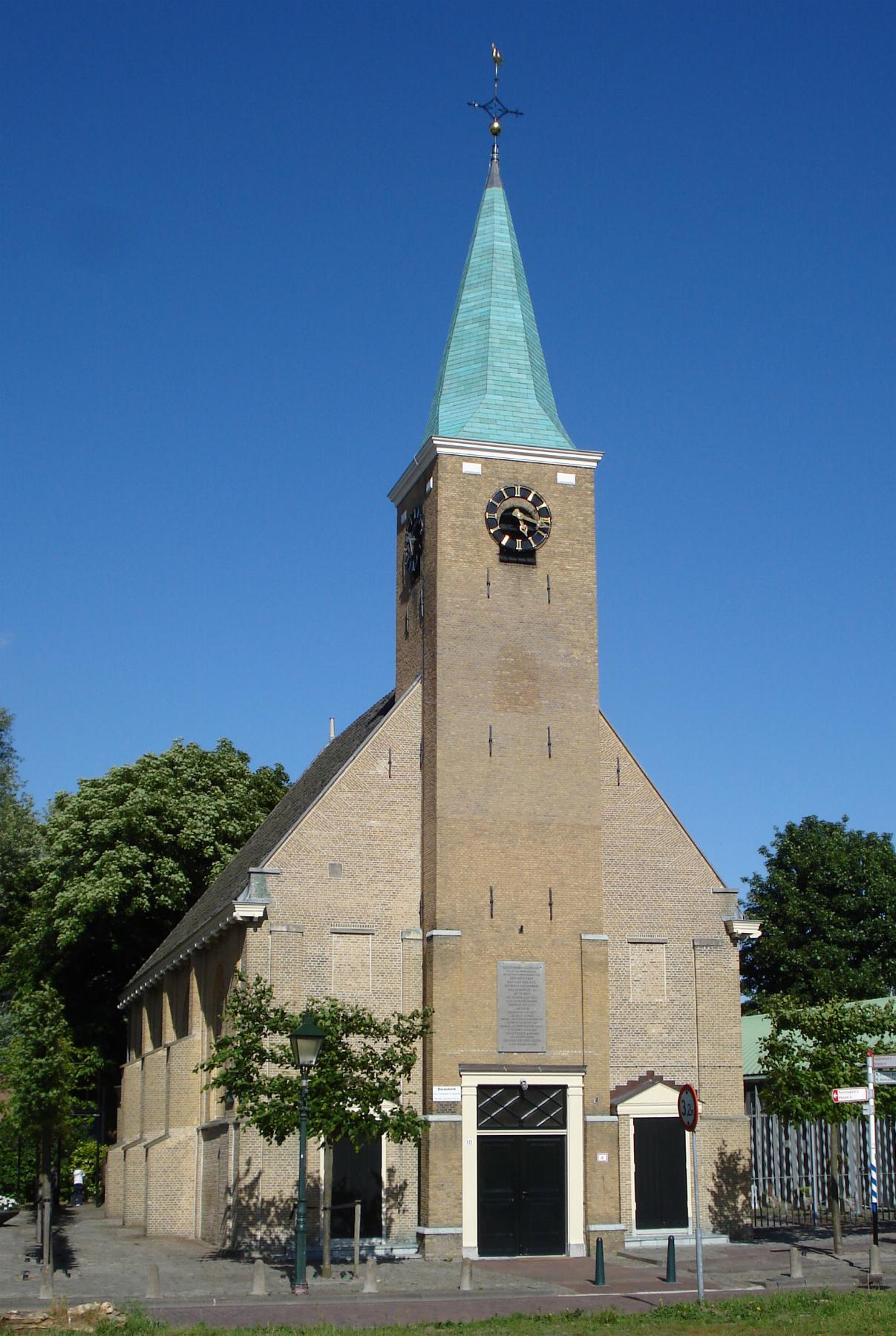
Façade de l'église (Dorpskerk).
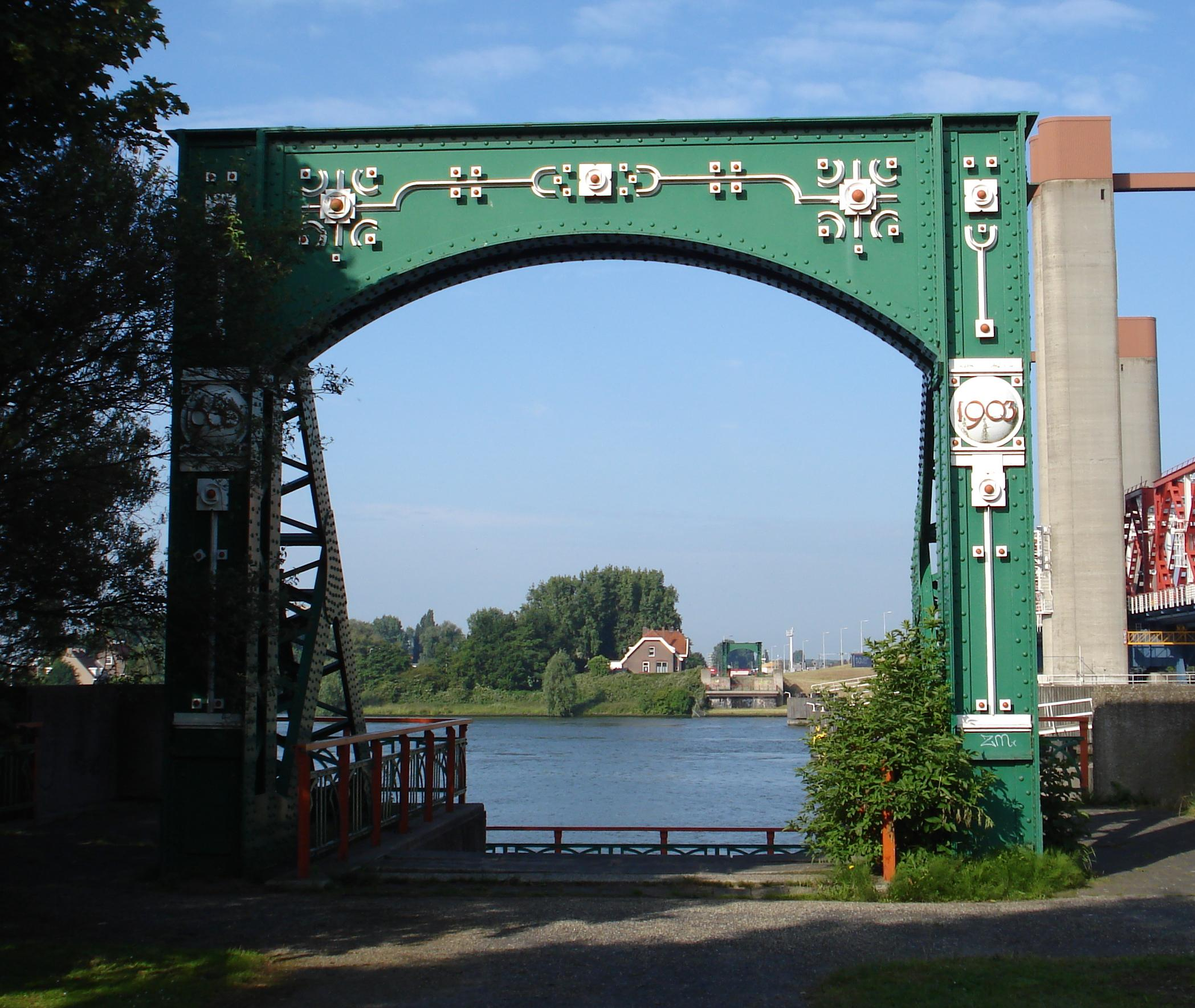
L'ancien pont mobile de Spijkenisserbrug.
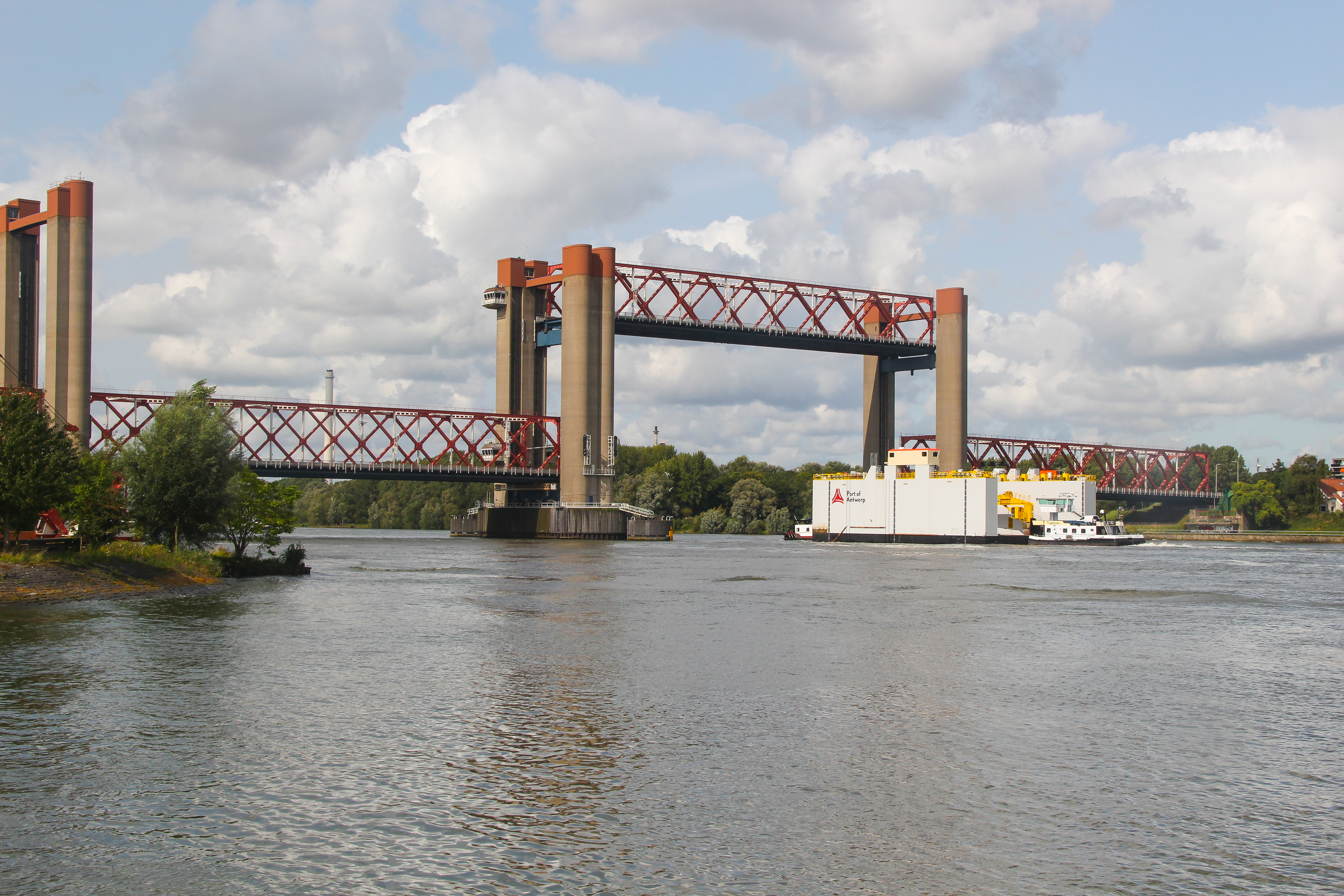
Le Spijkenisserbrug.
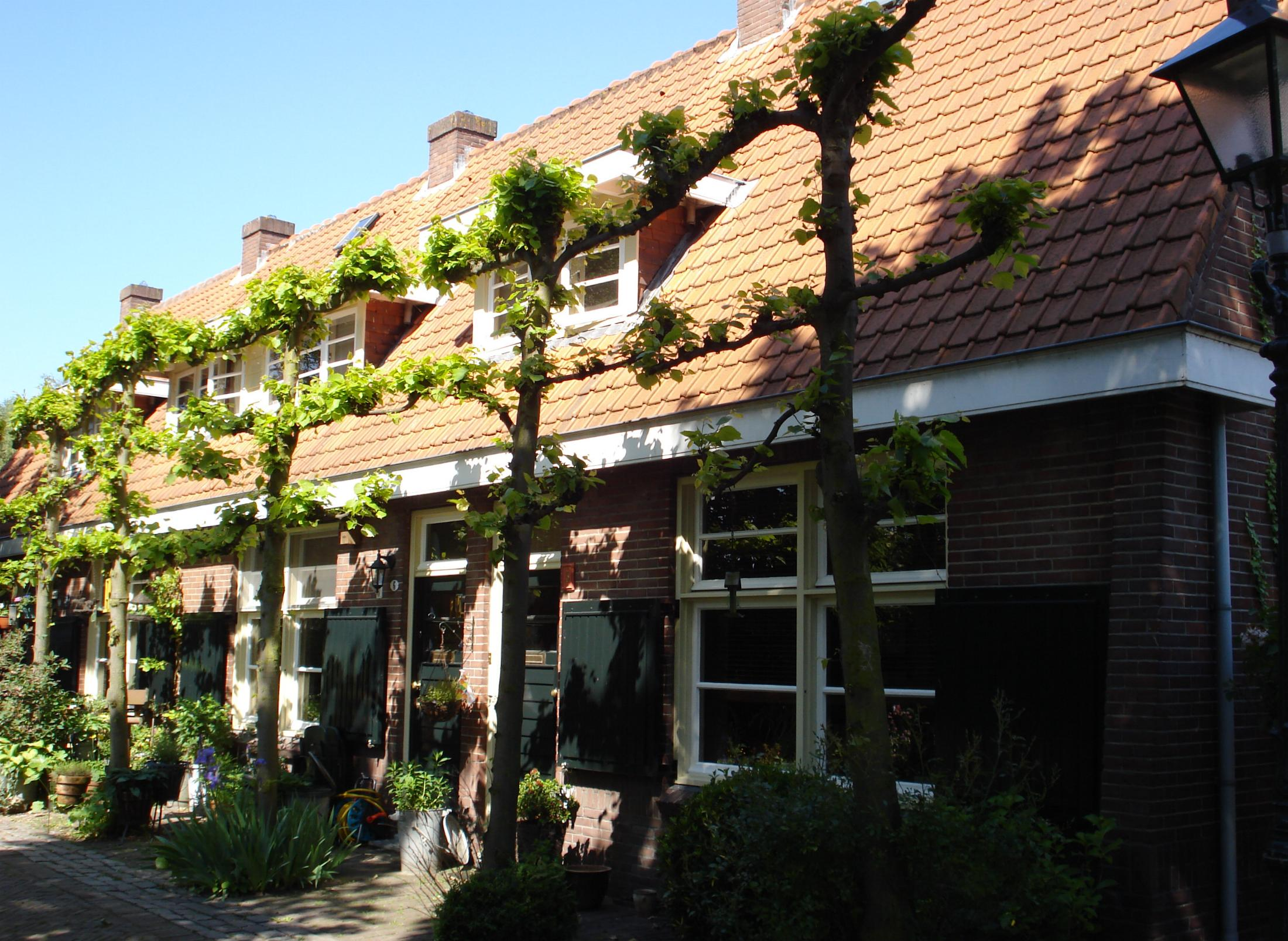
Le pavillon du 5-8 Raadtkade, construit en 1906.
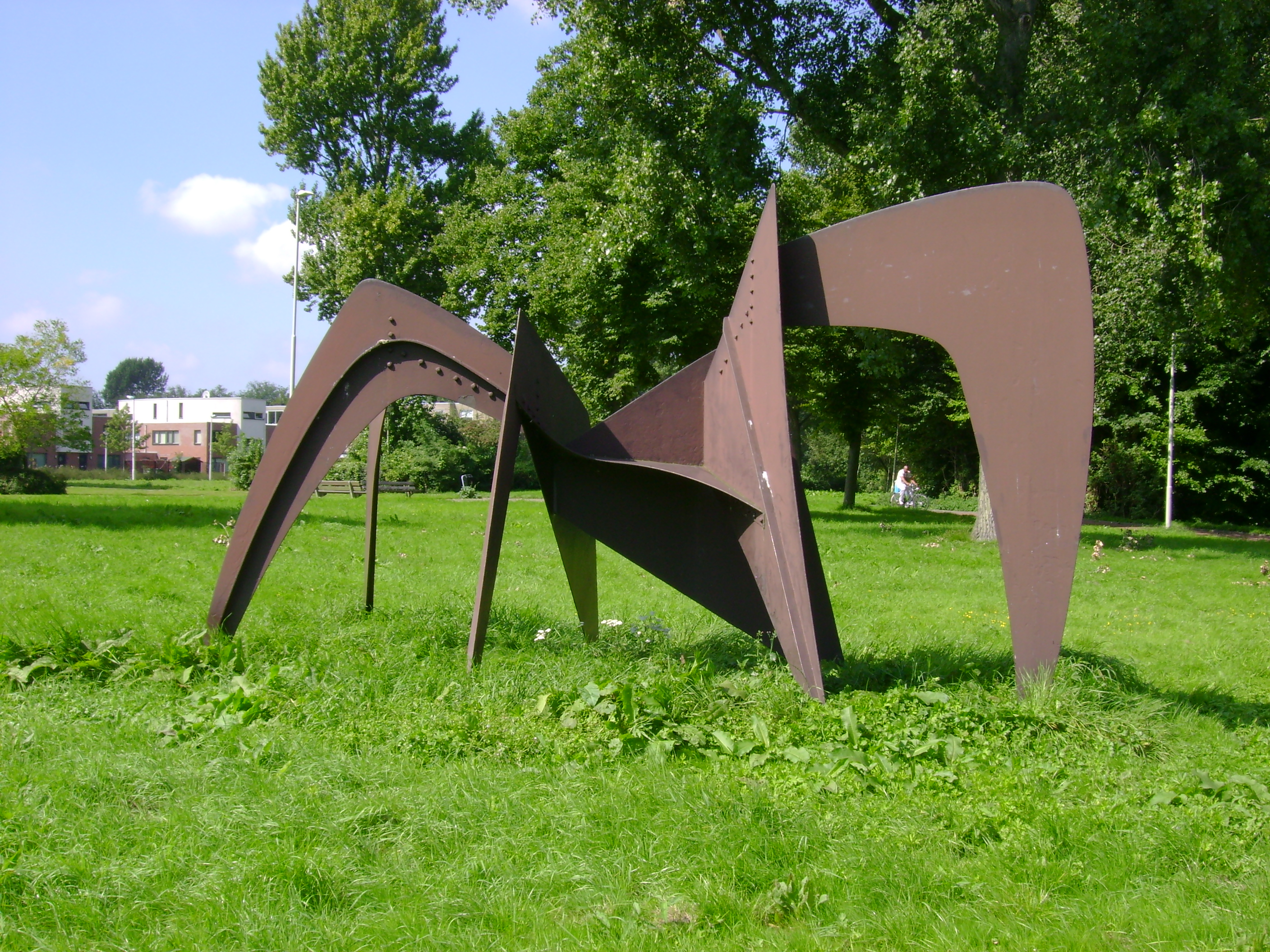
Sculpture d'Alexander Calder, ici dans l'aboretum de Hoogvliet.

### Personnalités liées à l'arrondissement
- Mylène d'Anjou (1966-), actrice, chanteuse et artiste de cabaret née à Hoogvliet ;
- Peter Houtman, footballeur ;
- Mark Huizinga, judoka ;
- Kevin Jones, footballeur ;
- Fatima Moreira de Melo, hockeyeur sur glace ;
- Raemon Sluiter, joueur de tennis ;
- Regilio Tuur, boxeur ;
- Hef Bundy, rappeur.